# Begonia sanguinea
Espèce
Synonymes
- Pritzelia sanguinea (Raddi) Klotzsch[1]

Begonia sanguinea est une espèce de plantes de la famille des Begoniaceae. Ce bégonia est originaire du Brésil. L'espèce fait partie de la section Pritzelia. Elle a été décrite en 1820 par Giuseppe Raddi (1770-1829). L'épithète spécifique sanguinea signifie « rouge sang ».

## Description
Begonia sanguinea est une herbe vivace ou un semi-arbuste à feuilles persistantes. Hauteur de la plante est de 60-90 cm; tige rouge, très ramifiée et souvent ligneuse à la base. La plante entière est lisse et glabre. Feuilles alternes, cordiformes tordues et ovales, de 10-17,5 cm de long et 5-10 cm de large, vertes dessus et rouges dessous. Quelques fleurs blanches forment des cymes.

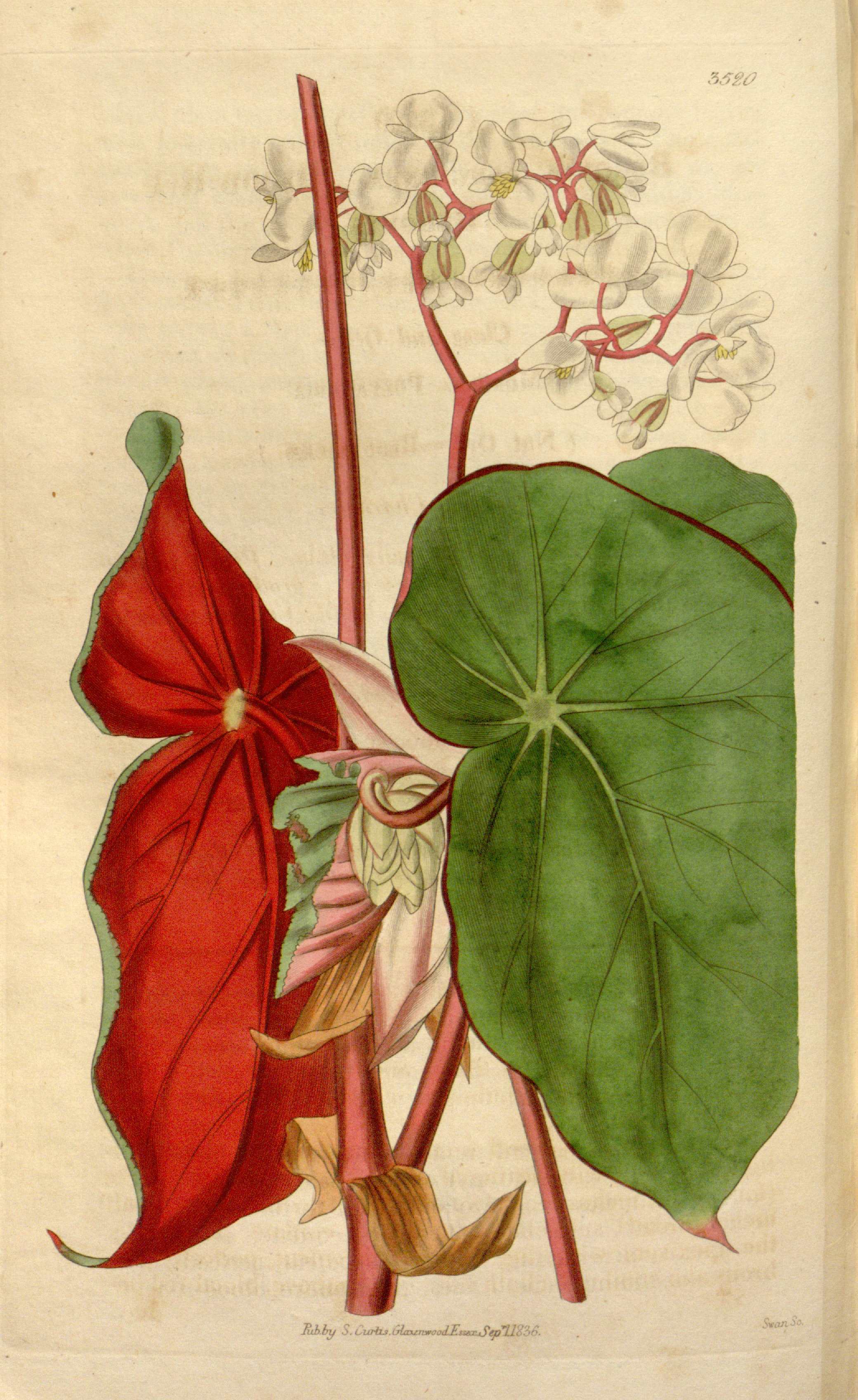
Planche botanique de 1836
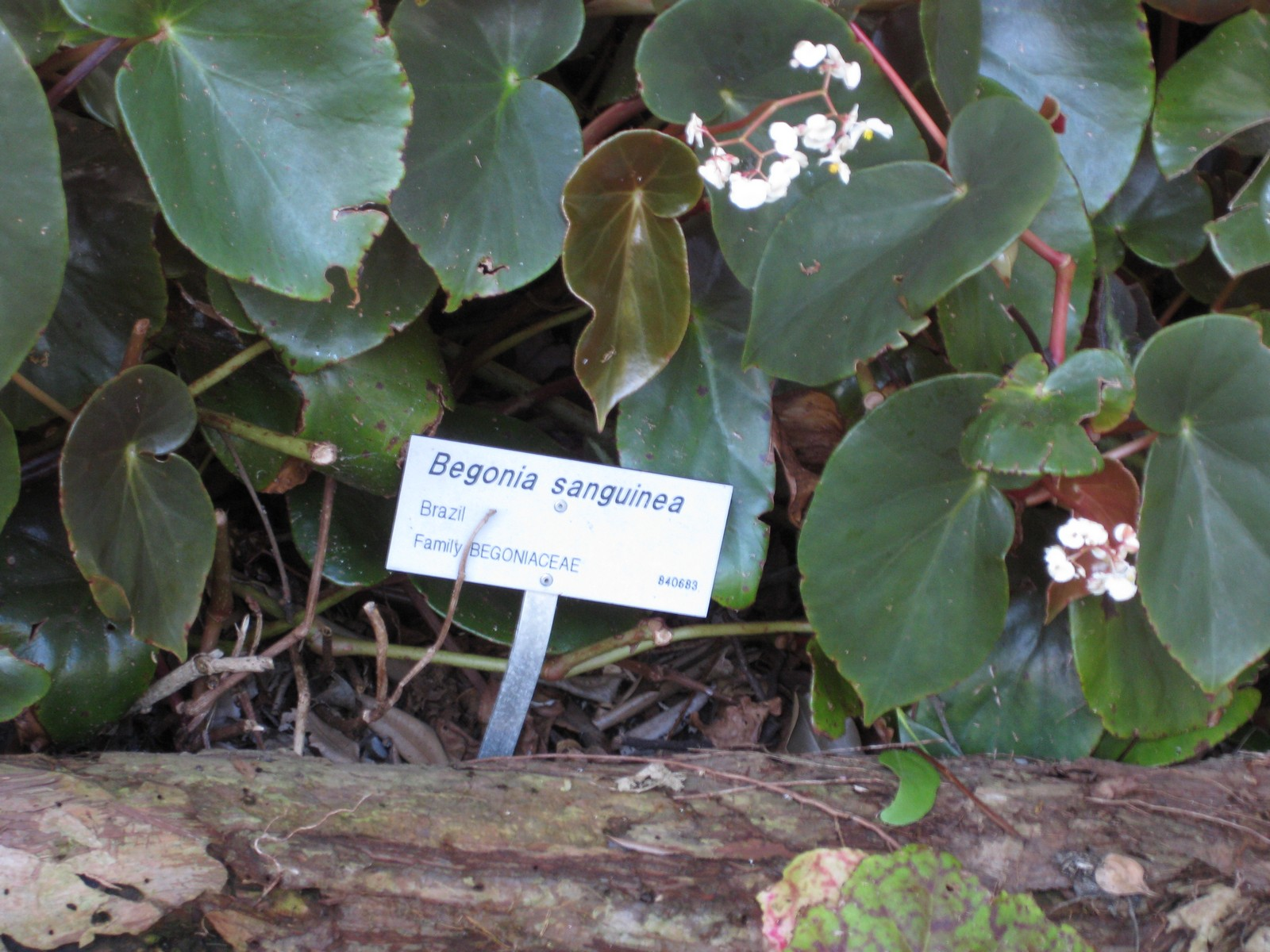
Détail de la floraison, plante cultivée
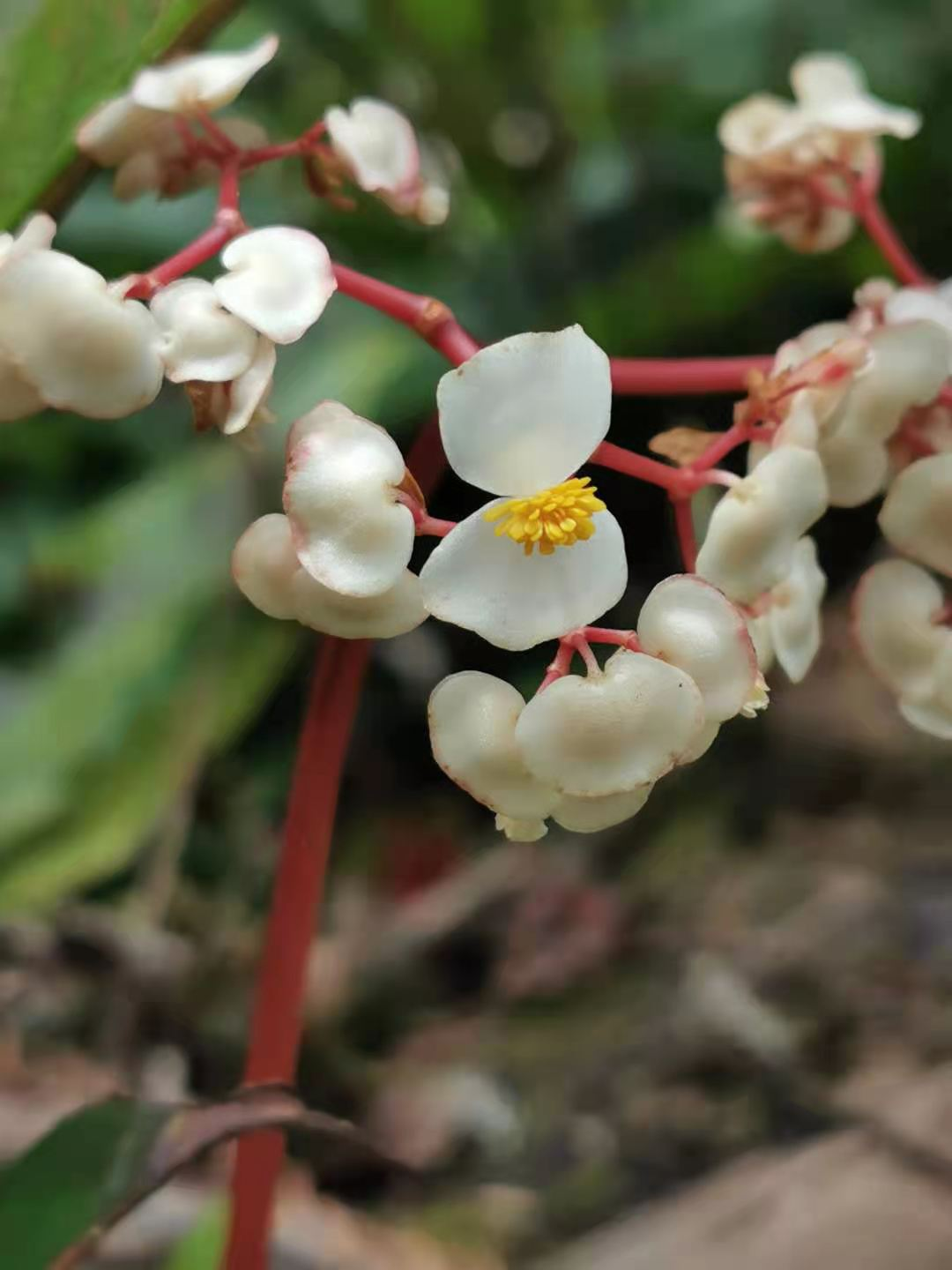
Fleur mâle à deux pétales (ou quatre dont deux menus)
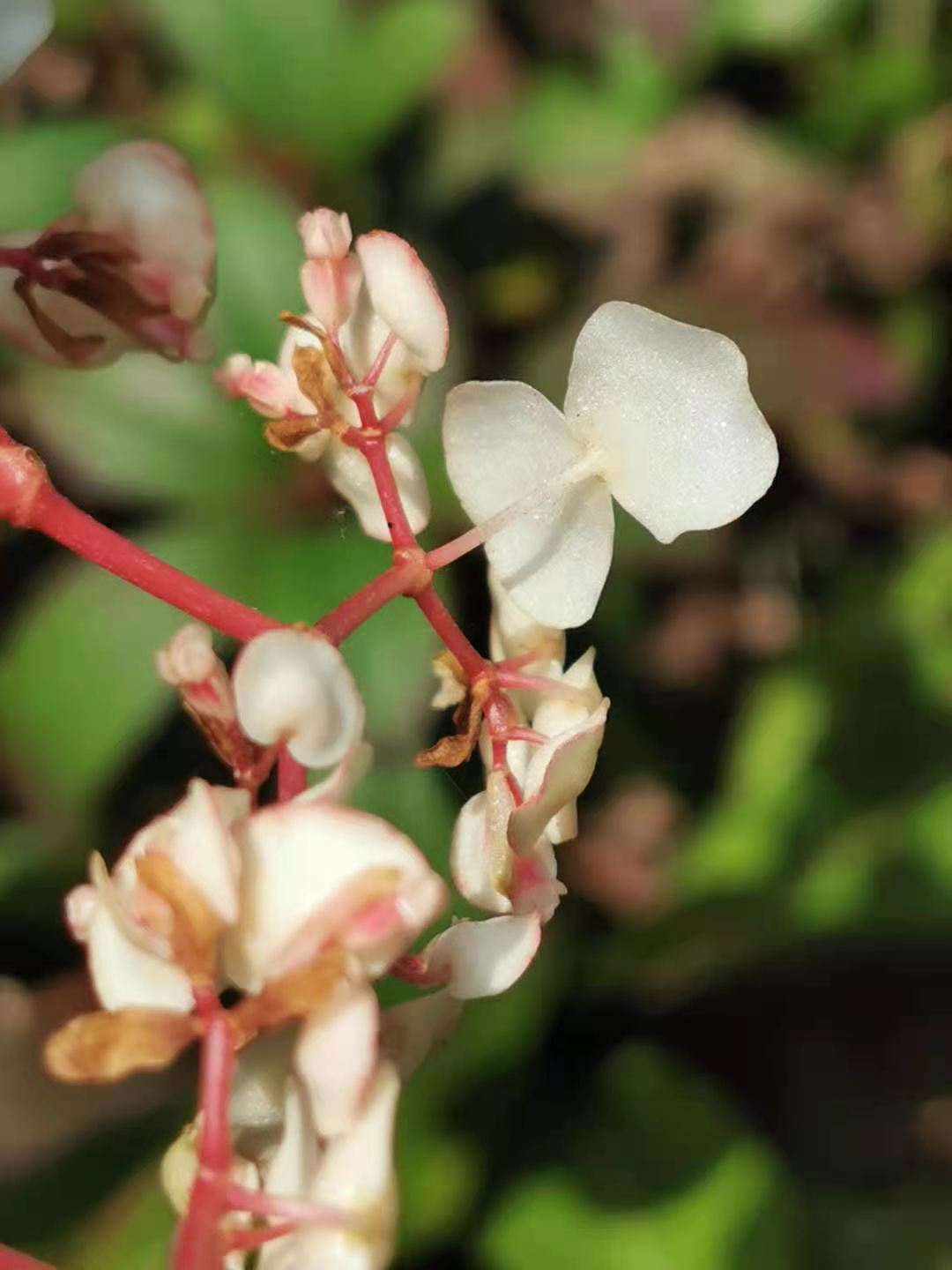
Bourgeons femelles et le verso de la fleur mâle
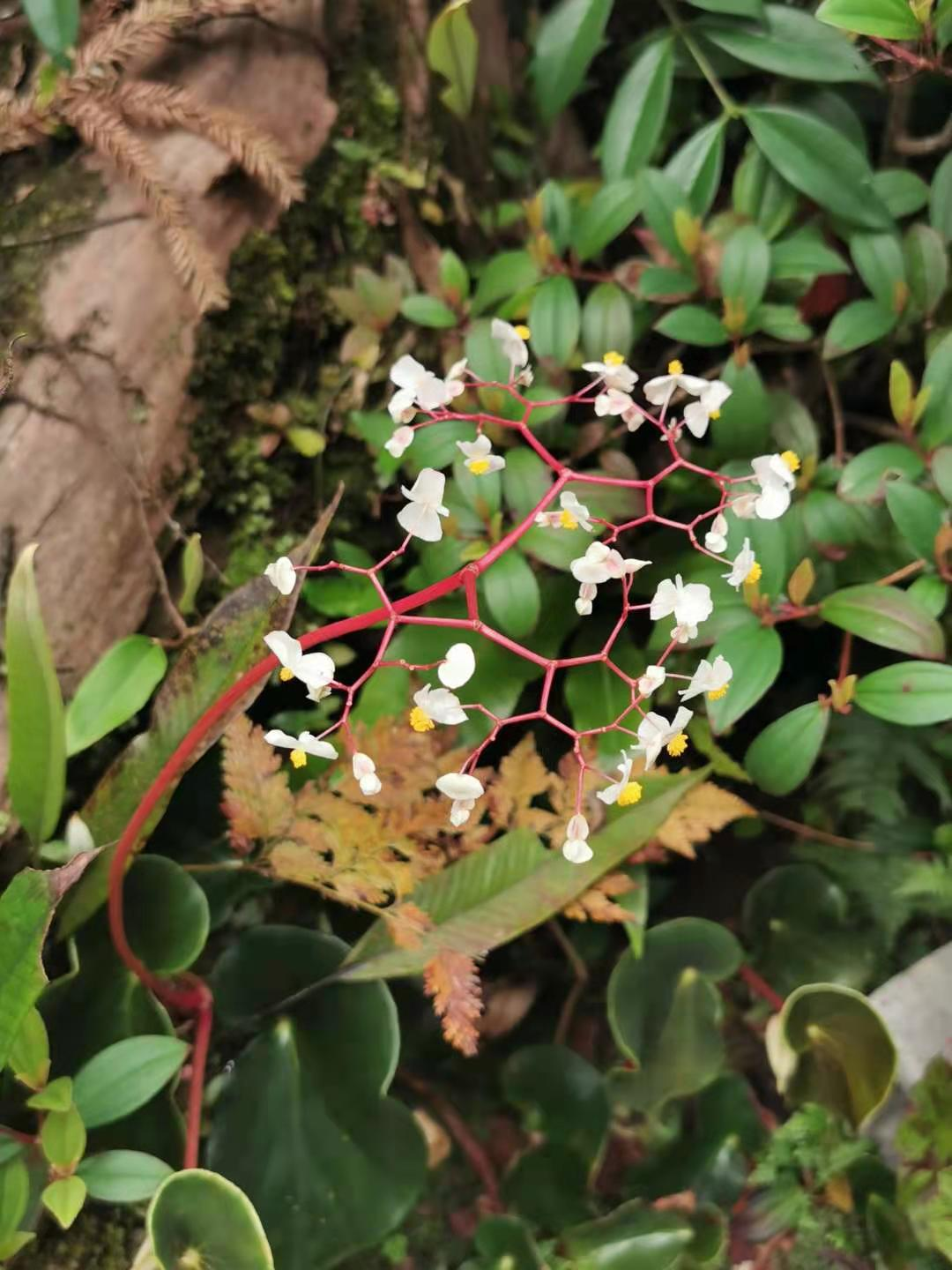
Infloresence

## Répartition géographique
Cette espèce est originaire du pays suivant : Brésil.